# Macroteleia inermis
Macroteleia inermis är en stekelart som beskrevs av Fouts 1930. Macroteleia inermis ingår i släktet Macroteleia och familjen Scelionidae. Inga underarter finns listade i Catalogue of Life.